# Жозеф Філіпп де Клервіль
Жозеф Філіпп де Клервіль (фр. Joseph Philippe de Clairville, 1742—1830) — видатний французький ботанік і ентомолог, який переважно діяв у Швейцарії. Колекція Coleoptera де Клервіля, його головний інтерес, перебуває в Музеї природної історії в Базелі. Його також цікавили Diptera та Odonata.

## Життєпис
Народився в 1742 році на півдні Франції. Після навчання в Монпельє емігрував до Швейцарії, де вивчав фауну і флору Вале. Після свого перебування в Ньоні та Бексі у франкомовній частині Швейцарії він переїхав до Вінтертура в 1782 році, де прожив більшу частину часу до своєї смерті в 1830 році.

## Праці
Де Клервіль написав Helvetische Entomologie, опубліковану в Цюріху в 1798 році, написав Manuel d'herborisation en Suisse et en Valais, опубліковану в 1811 році, і переклав Naturgeschichte der Hof- und Stubenvögel Йоганна Маттеуса Бехштейна на французьку мову під назвою Manuel de l'auxère des aviaurs у 1825 році.